# Calibrachoa parviflora
Calibrachoa parviflora är en potatisväxtart som först beskrevs av Jussieu, och fick sitt nu gällande namn av W.G. D'arcy. Calibrachoa parviflora ingår i släktet Calibrachoa och familjen potatisväxter. Inga underarter finns listade i Catalogue of Life.

## Bildgalleri

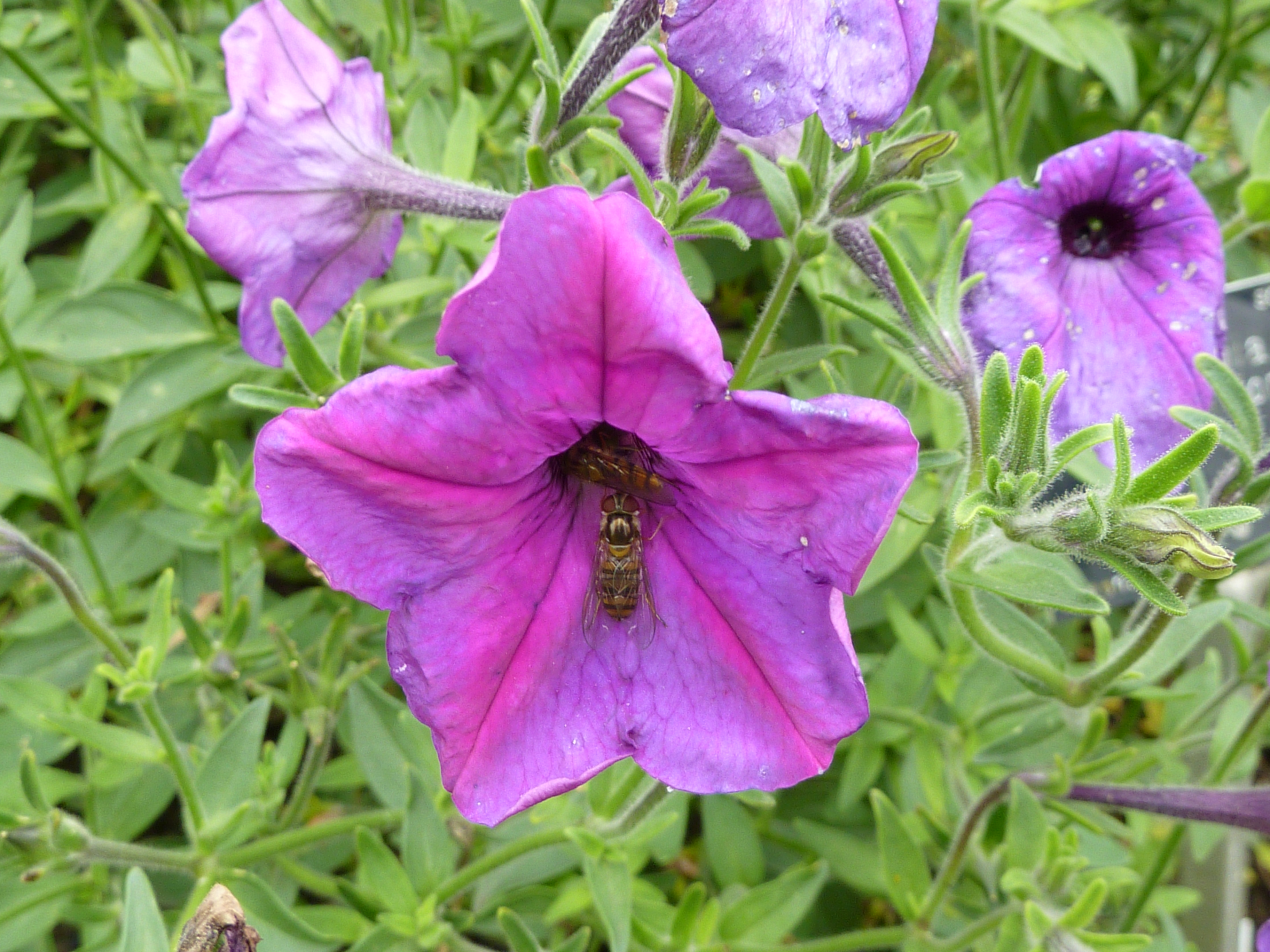
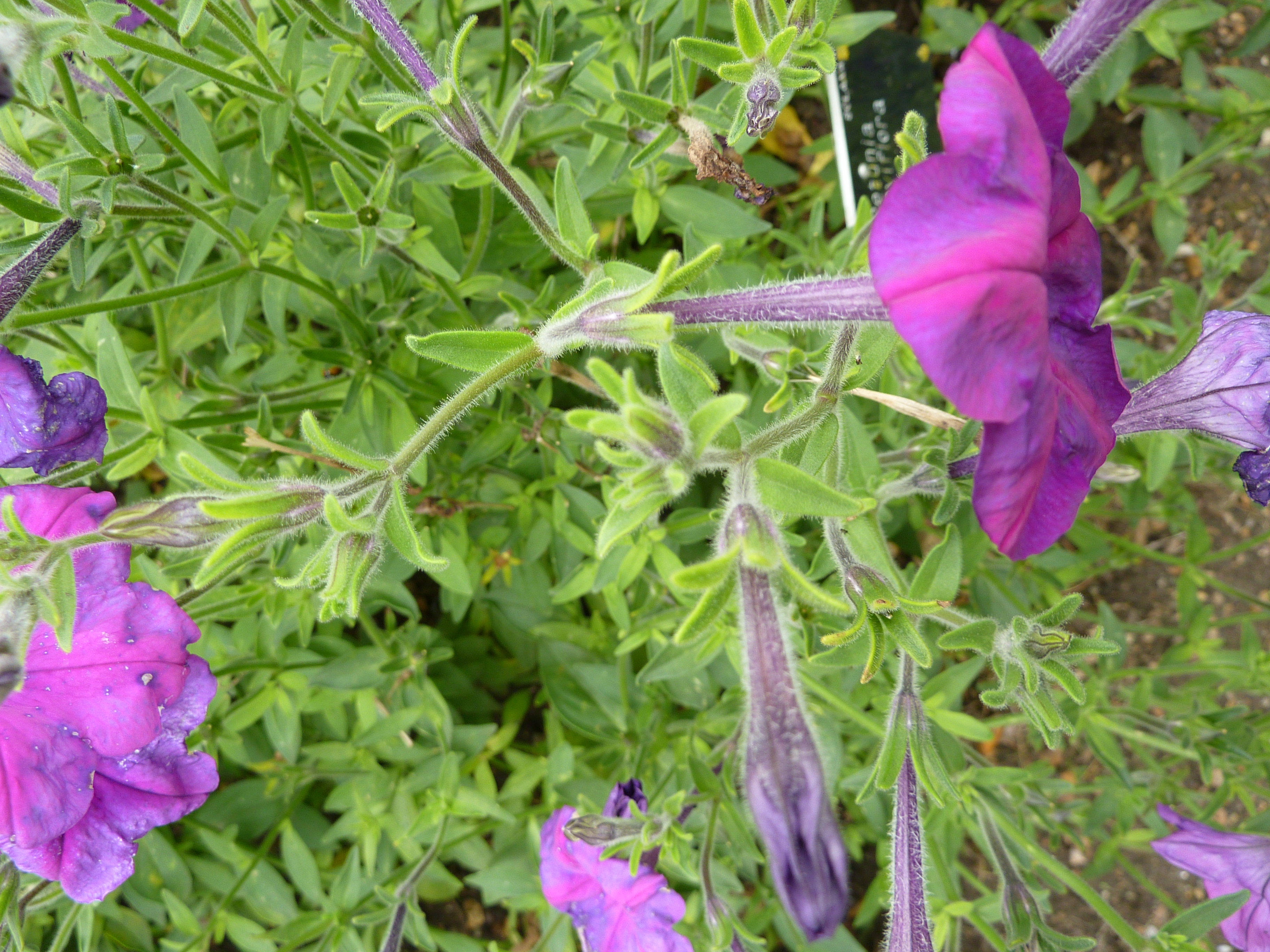